# Sophia Bouderbane
Sophia Bouderbane, née le 2 août 1995 à Toulon, est une karatéka française, cinq fois championne d'Europe de kumite.

## Biographie
Sophia Bouderbane naît en 1995 à Toulon et grandit dans le Var à Pignans. Elle commence le karaté à trois ans et demi, par imitation de son frère et de ses sœurs aînées qui pratiquaient dans un club local,.
Attachée au succès de sa scolarité, elle reçoit en 2012 le Prix national de l'éducation, qui récompense les élèves excellant à la fois sur les plans scolaire et sportif.  Diplômée d'un Bac S mention très bien, elle entame ensuite des études d'ingénieure à l'INSA et est élue sportive de l'année 2014-2015 de l'INSA Lyon,. Elle déclare que l'alliance entre sport et études contribuent à son équilibre.

## Carrière

### Jeunesse
Sophia Bouderbane gagne son premier championnat de France à 9 ans, catégorie poussins, et emporte tous les suivants jusqu'à ses 18 ans. 
Sélectionnée en équipe de France à 14 ans, en 2009, elle remporte la même année la médaille de bronze aux Championnats du monde de karaté juniors et cadets, en kumite chez lez moins de 47 kg. En 2011, elle est vice-championne d'Europe cadets. En 2012, elle est championne d'Europe junior en moins de 48 kg, et bat en finale la championne du monde en titre. En 2013, elle est médaillée de bronze junior européenne dans la même catégorie.

### Carrière senior
En 2014, Bouderbane entre chez les senior à 18 ans, et est médaillée de bronze dans la catégorie des moins de 50 kg aux Championnats d'Europe de karaté.
En 2016, elle est forcée de faire une saison blanche car on lui découvre une malformation de la hanche qui nécessite une opération et une rééducation importante,.
En 2017, elle revient dans la compétition et remporte le Karate 1 Premier League. La même année, elle est lauréate des Étoiles du sport,.
En 2018, elle est médaillée de bronze en kumite par équipe aux Championnats d'Europe de karaté 2018 avec Léa Avazeri, Nancy Garcia et Gwendoline Philippe.
En 2019, elle est sacrée championne d'Europe de kumite en moins de 50 kg aux Championnats d'Europe de karaté, et remporte la médaille de bronze en kumite des moins de 50 kg aux Jeux européens.
En 2020, Bouderbane est en compétition pour représenter la France aux jeux olympiques de Tokyo, mais elle devra renoncer à cause d'une blessure.

### Grade
Bouderbane est titulaire du 2ème dan de karaté. 4eme Dan depuis l'année 2022

### Sponsors
Bouderbane est sponsorisée via des partenariats par la FDJ et Michelin,.

## Palmarès (kumite)

### Jeux européens

#### Biélorussie 2019
- Médaillée de bronze en moins de 50kg

### Championnat d'Europe

#### Espagne 2019
- Médaillée d'or en moins de 50kg

#### Serbie 2018
- Médaillée de bronze en moins de 50kg

### Championnat d'Europe junior

#### Turquie 2013
- Médaillée d'argent en moins de 48kg

#### Azerbaïdjan 2012
- Médaillée d'or en moins de 48kg

### Championnat d'Europe cadets

#### Serbie 2011
- Médaillée d'argent en moins de 47kg

### Championnat du monde juniors et cadets

#### Maroc 2009
- Médaillée de bronze en moins de 47kg

## Relation au karaté
Sophia Bouderbane déclare apprécier le karaté notamment pour ses valeurs éthiques, par exemple le dépassement de soi, le respect, le courage, ou encore le contrôle de soi. Elle estime que c'est un sport complet sur le plan physique et mental.
Elle s'est par ailleurs exprimée en faveur du maintien du karaté aux jeux olympiques.